# Armoriale delle famiglie italiane (Mara-Mari)
Questo è l'armoriale delle famiglie italiane il cui cognome inizia con le lettere che vanno da Mara a Mari.

## Armi

### Mara
| Stemma | Casato e blasonatura |
| ------ | --- |
|        | Marabini (Faenza) Di rosso a tre fasce di losanghe vuote appuntate di oro, col capo d'azzurro caricato di una luna montante d'argento (citato in Blasonario Baccarini, pag. 169, n.21., in Blasonario Calzi, tav. XXXVI, n.562. e in Blasonario Tassinari, tav. XXIII, n.270.) alias D'azzurro al mare d'argento, sormontato da destrocherio di carnagione, vestito di rosso, movente dal fianco sinistro e impugnante un giglio d'oro (citato in Blasonario Baccarini, pag. 169, n.22., in Blasonario Calzi, tav. XXXVI, n.563. e in Blasonario Tassinari, tav. XXIII, n.271.)                                                                         |
|        | Marabini (Ferrara) D'azzurro al mare d'argento, accompagnato da tre stelle di oro, ordinate nel capo, capo d'oro caricato di tre gigli di azzurro (citato in Ferruccio Pasini-Frassoni, Dizionario Storico-Araldico dell'antico Ducato di Ferrara, Roma, 1914, pag. 314) |
|        | Marabitti (Pescia) Di..., alla croce formata di undici bisanti di..., accollati tre nel braccio superiore, cinque nella traversa e tre nel braccio inferiore, e caricati ciascuno di una crocetta patente di...; la croce angolata da quattro ferri di lancia di... (citato in (26)) |
|        | Marabotti Marabottini (Prato) Inquartato decussato d'oro e di verde (citato in (26)) |
|        | Marabottini (Toscana) (DE) Gold-grün schräggeviert (citato in KHIF) |
|        | Marabottini (Firenze) Inquartato decussato d'oro e di verde, allo scudetto rotondo del Popolo fiorentino attraversante in cuore (citato in (26)) |
|        | Marabottini (Pistoia) D'argento, all'aquila dal volo abbassato di nero, e alla fascia attraversante di rosso (citato in (26)) |
|        | Marabottini Marabotti (Firenze) inquartato in croce di Sant'Andrea di oro e di verde - monte a 6 cime di verde su oro in basso (citato in LEOM) |
|        | Marabottini Marabotti (Firenze) inquartato in croce di Sant'Andrea di oro e di verde (citato in LEOM) |
|        | Marabottini Marabotti (Firenze) inquartato in croce di Sant'Andrea di oro e di rosso (citato in LEOM) |
|        | Marabottini Marabotti (Firenze) inquartato in croce di Sant'Andrea di azzurro e di oro (citato in LEOM) |
|        | Marabottini Marabotti (Firenze) palla di argento circondata da 2 cerchi concentrici alla palla uno di nero e uno di verde su oro (citato in LEOM) |
|        | Maracchi (Pontremoli) Troncato: nel 1º d'oro, all'aquila dal volo spiegato di nero, coronata del campo; nel 2º pure d'oro, al semivolo abbassato di nero, trafitto da un dardo dello stesso posto in banda (citato in (26)) aquila coronata di nero su oro - ala sinistra di nero posta in sbarra trafitta da una freccia dello stesso posta in banda su oro (citato in LEOM) |
|        | Maradei (Laino, Mormanno, Cosenza) Titoli: nobile D'azzurro alla sirena di carnagione, coronata d'oro e con le due code tenute ciascuna da una mano natante in un mare di verde, accompagnata in capo da tre stelle d'oro (citato in (38)- pag.342 e in (39)- pag.107 n.1617) |
|        | Marafante (Chioggia) (la blasonatura non è stata ancora caricata) (citato in Araldica gentilizia (archiviato dall'url originale il 24 settembre 2015).) |
|        | Maraffi (Pisa) Troncato innestato d'azzurro e d'oro alias Troncato ondato d'azzurro e d'oro (citato in (26)) |
|        | Maraffi (Pontremoli, Parma) Partito: nel 1º di nero, all'aquila dal volo abbassato d'argento, talvolta coronata dello stesso; nel 2º d'azzurro, al leone d'oro, talvolta coronato dello stesso, sostenuto da un monte di tre cime di verde uscente dalla punta (citato in (26)) aquila ali abbassate (volo) coronata di argento su nero - leone rampante coronato di oro posto su monte a 3 cime uscente dalla punta di verde tutto su azzurro (citato in LEOM) |
|        | Maraffi (Cesena) (la blasonatura non è stata ancora caricata) (citato in BLCW) Immagine in Blasone Cesenate. |
|        | Maraldi (Cesena) Lucertola (citato in DAlena) |
|        | Maraldi (Cesena) (la blasonatura non è stata ancora caricata) (citato in BLCW) Immagine in Blasone Cesenate. |
|        | Maramaldo (Cagliari) montagna di verde uscente dall'angolo destro della punta sormontata da - la figura di Minerva di carnagione vestita di azzurro e mantellata di rosso elmo piumato scudo in sinistra e lancia in destra di oro posta in banda punta al basso nell'atto di percuotere il monte avvolta da una nuvola al naturale in basso tutto su argento (citato in LEOM) |
|        | Maramonte (Molise, Abruzzo) D'azzurro a tre fasce ondate d'argento col capo cucito del campo e caricato da un monte a tre cime d'oro (citato in DAlena) |
|        | Marana (Ovada) D'argento, alla fascia di rosso, con un leone di nero, coronato d'oro, sostenuto dalla pianura di verde e tenente nella branca anteriore destra un giglio del campo, attraversante sul tutto (citato in (37)) |
|        | Marana (Ovada) D'argento, alla fascia di rosso, con un leone d'oro, coronato di rosso, sostenuto dalla pianura di verde e tenente nella branca anteriore destra un giglio di nero, attraversante sul tutto (citato in (37)) |
|        | Marana (Genova, Roma, Chiavari) leone rampante tenente nella destra un giglio tutto di oro su troncato di azzurro e di argento (citato in LEOM) |
|        | Marandono (Torino, Biella) Titolo: consignori (conti?) di Vallo D'argento, a un albero di amarasca al naturale, sostenente un'aquila coronata, di nero, con la campagna d'azzurro, alla fascia d'oro alias Troncato, al 1° d'argento, all'albero di amarene, di verde, fruttato al naturale, sostenente un'aquila coronata, di nero, al 2° d'azzurro, alla fascia d'oro Motto: In Dei nomine amen (citato in (28)) |
|        | Marango (Corfù) Cigno (citato in DAlena) |
|        | Marangon (Chioggia) (la blasonatura non è stata ancora caricata) (citato in Araldica gentilizia (archiviato dall'url originale il 24 settembre 2015).) |
|        | Marangoni (Portogruaro, Venezia) braccio destro vestito di rosso uscente da destra tenente con la mano di carnagione un compasso aperto di nero punte in alto su oro - capo di Francia - trangla di rosso (citato in LEOM) |
|        | Marano (Napoli) Titolo: nobili d'azzurro al leone d'oro impugnante un flagello, frenato da un braccio destro vestito di rosso (citato in (29)) leone rampante di oro staffile dello stesso in destra su azzurro - braccio sinistro uscente da destra vestito di rosso afferrante con la mano di carnagione la criniera del leone su azzurro (citato in LEOM) alias d'argento a tre fasce di rosso (citato in (29)) 3 fasce di rosso su argento (citato in LEOM) |
|        | Marasini (Bedizzole, Brescia) torre a 2 palchi uscente dalla sinistra della punta di argento cimata da una banderuola svolazzante di rosso - leone rampante al naturale uscente dalla punta a destra tutto su azzurro (citato in LEOM) |
|        | Marassi (Sicilia) Titolo: barone di Fontanasalsa, Cametrici; conte di Sarego; duca delle Pietretagliate partito: nel primo troncato: a) d'oro, all'aquila al volo abbassato di nero, coronata del medesimo; b) d'oro, all'albero verde nodrito sovra la campagna al naturale; nel 2° di rosso, a tre spade manicate d'oro, 2 e 1 il manico in giù (citato in Mango) partito; nel 1° d'oro, con l'aquila posata e coronata di nero; diviso d'oro, con un albero di verde nodrito sopra una zolla al naturale: nel 2° di rosso, con tre spade manicate d'oro, poste 2 e 1 (citato in (32)) Corona di duca Notizie storiche in Famiglie nobili di Sicilia. |
|        | Marazio (Stroppiana, Cherasco, Alba) Titolo: baroni di Santa Maria Bagnolo D'oro, alla banda d'azzurro, carica di tre rose d'argento (citato in (28)) 3 rose di argento su banda di azzurro su oro (citato in LEOM) |
|        | Marazzani Gualdi (Piacenza) croce potenziata di nero su scudetto inclinato in banda di argento su - torre al naturale posta su monte a 3 cime di verde uscente dalle partizioni su argento - 3 stelle (8 raggi) di oro poste 1,2 in alto su argento - banda di azzurro su argento - biscione visconteo di azzurro su argento - fascia abbassata di rosso sormontata da aquila di nero coronata di oro su oro (citato in LEOM) |
|        | Marazzani Visconti (Piacenza) torre al naturale posta su monte a 3 cime di verde uscente dalle partizioni su argento - 3 stelle (8 raggi) di oro poste 1,2 in alto su argento - biscione visconteo di verde su argento (citato in LEOM) |
|        | Marazzi (Crema, Milano) Titoli: Conte (m), Nobile (di Crema 1335) (mf) d'azzurro all'astore bianco, tenente nel becco un ramoscello d'alloro, in sbarra al naturale, volante afferrante con gli artigli e per la costa una scimitarra d'argento guarnita d'oro, posta in fascia. (citato in (4) - (16) - (21) e in DAlena) uccello (astore o marazzo) in volo recante nel becco un ramoscello di alloro tutto al naturale posto su scimitarra di argento guernita di oro posta in fascia punta a sinistra su azzurro (citato in LEOM) Motto: "Odium nullum nec felleus inquinat ardor"                                                                  |
|        | Marazzini (Rimini, Piacenza) Biscia (citato in DAlena) |

### Marc
| Stemma | Casato e blasonatura |
| ------ | --- |
|        | Marcantelli (Firenze) Di rosso, all'incudine sostenuta dal ceppo di legno, posato sul terreno e sinistrato da un martello appoggiato al ceppo stesso, il tutto al naturale e attraversante sulla sbarra d'argento (citato in (26)) |
|        | Marcatilli (Ascoli Piceno) Braccio sinistro reciso di carnagione posto in palo tenente una foglia di palma di verde tutto su azzurro - banda formata da rombi accollati di rosso su oro (citato in LEOM) |
|        | Marcegalia o Marcegaglia (Verona) Fascia troncata increspata di rosso e di argento su - troncato di azzurro e di verde - stella (6 raggi) di oro su azzurro (citato in LEOM) |
|        | Marcelli (Cagli) (la blasonatura non è stata ancora caricata) (citato in DAlena) |
|        | Marcelli Fiori (Jesi, Roma) Torre di argento fondata su terrazzo di verde sormontata da - sole raggiante di oro tutto su azzurro - fede di carnagione vestita di rosso tenente tra le mani un ramo di rosa di verde fiorito di 3 pezzi di rosso su oro (citato in LEOM) |
|        | Marcellini (Marche) Biscia (citato in DAlena) |
|        | Marcellini (Ancona) Serpente di oro ondeggiante in fascia su fascia di verde su argento - rosa di rosso stelata e fogliata di verde su argento - 3 bande di rosso su argento in basso (citato in LEOM) Spaccato: nel 1º d'argento, alla rosa di rosso, gambuta e fogliata di verde; nel 2º d'argento, a tre sbarre di rosso; colla fascia d'oro, caricata di una biscia ondeggiante in fascia al naturale attraversante sulla partizione (citato in Crollalanza, p. 73 |
|        | Marcellini (Roma) Spaccato; nel 1º di rosso, all'aquila di nero; nel 2º d'azzurro, a sei rose di rosso, 3, 2 e 1 ; colla fascia d'oro, attraversante sulla partizione e burellata ondata di nero (citato in Crollalanza, p. 73 |
|        | Marcellini (Tropea) (LA) (la blasonatura non è stata ancora caricata) (citato in BLCL) Notizie storiche in Tropea Magazine. |
|        | Marcellini (Cesena) (la blasonatura non è stata ancora caricata) (citato in BLCW) Immagine in Blasone Cesenate. |
|        | Marcello (Venezia, Piombino) d'azzurro, alla banda ondata d'oro (citato in (5) - pag. 144) banda ondata di oro su azzurro (citato in LEOM) |
|        | Marcello (Sorso (Sassari)) 5 stelle (5 raggi) di oro poste in croce di Sant'Andrea su azzurro - mare al naturale uscente dalla partizione su azzurro - fede di carnagione su argento - sedia di rosso su argento - cervo fermo al naturale su terrazzo erboso di verde su azzurro (citato in LEOM) |
|        | Marchant (Livorno) D'azzurro, allo scaglione d'oro, accompagnato da tre stelle a otto punte dello stesso, 2.1 (citato in (26)) |
|        | Marchant (San Miniato) D'azzurro, alla fortuna nuda di carnagione, velata di rosso, sostenuta dalla ruota d'oro uscente dalla punta dello scudo (citato in (26)) |
|        | Marchelli (Ovada) D'azzurro, al leone coronato d'oro, tenente tra le branche una banda di rosso, caricata di tre gigli d'argento, attraversante sul tutto (citato in (37)) |
|        | Marcheri o Margherio (San Giorgio Canavese) Titolo: conti di Camandona, Castelrosso D'argento, alla torre di rosso Motto: Fortitudo et decor (citato in (28)) |
|        | Marchesan (Nizzardo) Titolo: baroni di Coarazze, Roccasparvera; signori di Aspromonte, Toetto Scarena; consignori di Ascros, Castellaro, Faliçon, Rocchetta del Varo, La Turbie Partito di rosso e d'oro (arma antica) alias Inquartato, al 1° e 4° partito di rosso e d'oro; al 2° e 3° partito d'oro e di nero, il secondo al leone coronato, il terzo alla stella, il tutto dall'uno all'altro (citato in (28)) |
|        | Marchesana (Sicilia) diviso, innestato, merlato d'oro e di nero, di sei pezzi (citato in (32)) Notizie storiche in Famiglie nobili di Sicilia. |
|        | Marchesano (Molise) (la blasonatura non è stata ancora caricata) (citato in DAlena) |
|        | Marchesciano (Abruzzo) (la blasonatura non è stata ancora caricata) (citato in DAlena) |
|        | Marchese (Molise) D'argento a tre onde d'azzurro poste in palo, alla banda d'argento caricata di tre leoni leoparditi di rosso (citato in DAlena) |
|        | Marchese (Messina, Palermo, Napoli) Titolo: barone; principe della Scaletta d'oro, alla fascia d'azzurro, caricata da una stella di otto raggi del campo (citato in (29), in Mango e in (32)) Corona di principe Notizie storiche in Famiglie nobili di Sicilia. |
|        | Marchese (Tropea) d'argento alla fascia di rosso caricata da una stella a otto punte del primo (citato in BLCL) Immagine e notizie storiche in Tropea Magazine. |
|        | Marchese (Tropea) (LA) campum argenteum barram coloris rubei et in medio barre stellam argenteam (citato in BLCL) Immagine e notizie storiche in Tropea Magazine. |
|        | Marchese di Palermo (Sicilia) d'azzurro, con un braccio armato impugnante una palma al naturale, sormontato da due stelle di oro (citato in (32)) Notizie storiche in Famiglie nobili di Sicilia. |
|        | Marcheselli d'oro, alla cotissa di rosso (citato in (5) - pag. 122) |
|        | Marcheselli (Cesena) (la blasonatura non è stata ancora caricata) (citato in BLCW) Immagine in Blasone Cesenate. |
|        | Marcheselli (Mondovì) cicogna al naturale posta su un serpente annodato in fascia con il capo rivolto all'insù di oro su azzurro - fascia di azzurro accompagnata da - 3 stelle (6 raggi) di argento poste 2,1 su rosso (citato in LEOM) |
|        | Marchesi (Forlì) d'oro, al capo-palo di azzurro caricato di sette stelle (6) del campo cinque in palo e due ai lati del capo (citato in (2) – pag. 110, in (5) - pag. 114 e in DAlena) |
|        | Marchesi (Cesena) (la blasonatura non è stata ancora caricata) (citato in BLCW) Immagine in Blasone Cesenate. |
|        | Marchesi (Forlì) Gatto (citato in DAlena) |
|        | Marchesi o Marchesi da Cortona (Toscana) (DE) Unter 1 goldenen Schildhaupt, darin 1 schwarzer Adler, in Blau 1 unten schwarzbordierter roter Schrägbalken (citato in KHIF) |
|        | Marchesi de' Taddei (Milano) fascia di argento su azzurro - orecchio umano destro al naturale accompagnato da - 2 stelle (8 raggi) di oro in alto su azzurro - cometa posta in palo di oro in basso su azzurro (citato in LEOM) |
|        | Marchesini (Seravezza, Pisa, Firenze) D'azzurro, all'aquila sorante di nero tenente nel becco una biscia al naturale, e posata sulla cima di un monte di tre cime d'argento uscente dalla punta; il tutto sormontato da tre stelle a otto punte d'oro, ordinate in capo (citato in (26)) |
|        | Marchesini (Vicenza, Genova) bilancia di oro su rosso - stella (6 raggi) di oro su palo di azzurro su oro in capo (citato in LEOM) |
|        | Marchesini (Legnano) 3 scogli di oro sul mare al naturale uscente dalla punta su nero - 3 stelle (6 raggi) di oro poste 1,2 in alto su nero (citato in LEOM) |
|        | Marchesini (Salò, Lonato, Puegnago) alla pianta fondata su un monte, sostenuta da due leoni controrampanti di rosso (citato in Piovanelli) |
|        | Marchetta (Molise) (la blasonatura non è stata ancora caricata) (citato in DAlena) |
|        | Marchett o Marquett (Messina) partito: nel 1° d'oro, a quattro pali di rosso (che è d'Aragona); nel 2° d'argento, a tre biglietti di rosso, caricati ciascuno da un martello d'oro, i due del capo coricati (che è dei Marquett) (citato in Mango) alias partito; nel 1° d'oro, con quattro pali di rosso; nel 2° di rosso, con tre martelli d'oro, i due del capo affrontati e posti in fascia (citato in (32)) Notizie storiche in Famiglie nobili di Sicilia. |
|        | Marchetti (Arezzo) Partito di rosso e di verde, al giglio attraversante partito del secondo nel primo e d'argento nel secondo, sormontato da un bisante d'argento attraversante sulla partizione, bordato d'oro e caricato di una lettera M gotica di rosso; il tutto abbassato sotto il capo cucito di Francia (citato in (26)) |
|        | Marchetti (Empoli, Firenze) Troncato d'argento e di nero, al leone dell'uno all'altro, tenente nelle branche anteriori uno scettro di... (citato in (26)) |
|        | Marchetti (Pescia) D'azzurro, al leone d'argento sul terreno al naturale, coronato d'oro e addestrato da una ruota dello stesso, uscente dal fianco destro dello scudo; il tutto abbassato sotto il capo di rosso, caricato di una croce d'oro (citato in (26)) leone rampante di argento coronato di oro su terrazzo di verde reggente con le zampe anteriori una mezza ruota di oro uscente dal lato sinistro dello scudo tutto su azzurro - croce di oro su rosso in capo (citato in LEOM) |
|        | Marchetti (Pisa) Di rosso, al leone troncato di nero e d'oro, tenente con le branche anteriori un globo imperiale d'oro (citato in (26)) |
|        | Marchetti (Pistoia, Firenze) Partito: nel 1º di vaio; nel 2º d'oro, al capro saliente troncato di nero e d'argento (citato in (26)) fasciato di 5 pezzi ciascuno losangato di argento e di azzurro - capro rampante troncato di nero e di argento su oro (citato in LEOM) |
|        | Marchetti o Marchetti di Pistoia (Toscana) (DE) Gespalten: Rechts blau-silberner Pfahlfeh, links in Gold 1 silberner Ziegenbock (citato in KHIF) |
|        | Marchetti (Siena) Partito d'oro e d'azzurro, alla losanga confinante dell'uno all'altro, caricata di un giglio pure partito dello stesso (citato in (26)) giglio partito di oro e di azzurro su losanga partita di azzurro e di oro su partito di oro e di azzurro (citato in LEOM) |
|        | Marchetti (Caraglio) Titolo: conte di Montestrutto Troncato, al 1º d'azzurro, a tre stelle d'oro, male ordinate, al 2º d'argento, a tre quadretti di rosso, male ordinati (citato in (28) e in (34)) Motto: Mea sors in coelo |
|        | Marchetti e Marchetti Melyna (Torino) Titolo: conti Troncato, di rosso, al leone d'oro, illeopardito, e rombeggiato d'argento e di rosso (citato in (28)) |
|        | Marchetti (Dronero) Fasciato d'oro e di rosso, con il capo d'argento, carico di due angeli di carnagione, nascenti, affrontati, tenenti ciascuno una palma di verde, frammezzati da un giglio d'azzurro (citato in (28)) alias fasciato di rosso, e d'oro; ed il capo d'argento caricato di un giglio d'azzurro, accostato da due angeli nascenti di carnagione, tenenti cadauno un ramo di palma di verde (citato in (34)) |
|        | Marchetti (Lomellina, Torino, Milano, Langosco) Titolo: nobili Troncato, al 1° d'azzurro, a due leoni affrontati e controrampanti, tenenti in alto, quello di destra con la branca sinistra, quello di sinistra con la branca destra, una stella, il tutto d'oro, al 2° bandato, di sei bande alternate , di rosso, d'argento e d'azzurro (citato in (28)) |
|        | Marchetti (Rieti) fascia di argento su troncato di azzurro e di rosso - 3 stelle (8 raggi) di oro poste 1,2 su azzurro - bilancia di oro su rosso - fascia di oro su troncato di azzurro e di argento - giglio di argento accompagnato in alto a sinistra da - stella (8 raggi) dello stesso su azzurro (citato in LEOM) |
|        | Marchetti (Cremona) albero di pioppo al naturale accompagnato a destra da - leone rampante di oro entrambi su terrazzo di verde su azzurro (citato in LEOM) d'azzurro, all'albero di pioppo al naturale nutrito sulla terrazza di verde e accompagnato da un leone rampante d'oro sulla sinistra (citato in BLCR) Immagine in Blasonario Cremonese (archiviato dall'url originale il 7 aprile 2014). |
|        | Marchetti (Cori) albero di cipresso al naturale sradicato su terrazzo di verde accompagnato a destra da - leopardo illeonito di oro tutto su azzurro (citato in LEOM) |
|        | Marchetti (Milano, Erbusco) 3 stelle (5 raggi) di oro poste 1,2 su azzurro - 3 dadi di rosso posti 1,2 su argento (citato in LEOM) |
|        | Marchetti (Sant'Angelo di Lomellina, Langosco, Milano) 2 leoni controrampanti di oro reggenti con una zampa una stella (5 raggi) dello stesso su azzurro - bandato di rosso di argento e di azzurro (citato in LEOM) |
|        | Marchetti o Marchetti di Muriaglio o Rolando leone rampante di oro sul rosso del - troncato di rosso e - losangato di oro e di rosso - 9 losanghe appuntate e accollate in tripla fascia (3,3,3) sull'azzurro dell - inquartato di azzurro e di rosso (citato in LEOM) |
|        | Marchetti (Cesena) (la blasonatura non è stata ancora caricata) (citato in BLCW) Immagine in Blasone Cesenate. |
|        | Marchetti degli Angelini Milzetti (Bologna) filetto in fascia di nero su fascia di argento su rosso - 2 angeli in maestà al naturale reggenti con una mano una croce latina di nero su argento in capo - trangla di argento - 3 stelle (5 raggi) di oro su fascia di argento su - cavallo rampante dello stesso su azzurro (citato in LEOM) |
|        | Marchetti Lezzi (Foligno) terreno montuoso al naturale uscente dalla partizione sormontato da -sole raggiante di oro su azzurro - aquila al naturale rivolta su monte a 3 cime di nero uscente dalla partizione su oro - fascia di rosso su - leone rampante di oro su azzurro - fiamma ardente (fuoco con legna) al naturale su oro - tratto di ponte di pietra a una sola luce su acqua tutto al naturale su azzurro - albero su terrazzo tutto al naturale su oro (citato in LEOM) |
|        | Marchetti Melyna (Torino) leone passante di oro sul rosso del - troncato di rosso e - losangato di rosso e di argento (citato in LEOM) |
|        | Marchetti San Martino (Strambino, Ivrea) Titolo: signori di Campo e Muriaglio; consignori di Baio, Bairo, Nomaglio, Tavagnasco Rombeggiato d'oro e di rosso, con il capo di rosso, carico di un leone (passante) d'oro alias Troncato, al 1º di rosso, al leone d'oro, al 2º rombeggiato d'oro e di rosso Motto: Virtute gloria parta (citato in (28)) |
|        | Marchetti San Martino (Villa Castelnuovo, Romano, Torino) Titolo: conti; nobili dei conti di San Martino; signori di Muriaglio, Campo e Castelnuovo; consignori di Romano Partito di Marchetti e di Sanmartino Motto: Virtute gloria parta (citato in (28)) |
|        | Marchi (Firenze) Di nero, a tre fasce d'argento (citato in (26)) |
|        | Marchi (Firenze) D'azzurro, al destrocherio di carnagione vestito di rosso, impugnante rovesciata in palo un'ancora d'argento, e accompagnato da tre stelle a otto punte d'oro, due ai lati e una in punta; il tutto abbassato sotto il capo cucito d'Angiò alias D'azzurro, al destrocherio di carnagione vestito di rosso, impugnante rovesciata in palo un'ancora d'argento, e accompagnato da una stella a otto punte d'oro, nel cantone sinistro del capo; il tutto abbassato sotto il capo cucito d'Angiò (citato in (26)) |
|        | Marchi (Firenze) Troncato d'argento e di nero, al cervo saliente dell'uno all'altro (citato in (26)) |
|        | Marchi (Firenze) D'azzurro, alla testa di leone d'oro, lampassata di rosso, e al capo cucito d'Angiò (citato in (26)) |
|        | Marchi (Firenze) Di vaio pieno (citato in (26)) |
|        | Marchi (Pescia) D'azzurro, al gallo d'argento afferrante uno stelo di saggina d'oro, in atto di beccarne la pannocchia dello stesso (citato in (26)) |
|        | Marchi (Seravezza, Pisa) D'azzurro, alla torre al naturale, fondata sul terreno dello stesso e sormontata da tre stelle a otto punte d'oro, ordinate in capo (citato in (26)) torre al naturale su terrazzo di verde su azzurro - 3 stelle (8 raggi) di oro poste in fascia in alto su azzurro (citato in LEOM) |
|        | Marchi (Carpi) fascia di rosso su - leone rampante di oro mirante - 3 stelle (6 raggi) dello stesso poste 1,2 nel canton sinistro del capo tutto su azzurro (citato in LEOM) |
|        | Marchi (Volterra) leone rampante di oro accompagnato in basso da - stella (6 raggi) dello stesso tutto su azzurro (citato in LEOM) |
|        | Marchi (Vittorio Veneto, Venezia, Conegliano Veneto, Roma, Vicenza, Genova) 3 fasce di oro su azzurro - crocetta patente di argento fra la prima e la seconda fascia - 3 fasce doppiomerlate di oro poste in alto su azzurro (citato in LEOM) |
|        | Marchi (Cesena) (la blasonatura non è stata ancora caricata) (citato in BLCW) Immagine in Blasone Cesenate. |
|        | Marchi del Lion d'Oro (Firenze) D'azzurro, alla spada alta d'acciaio posta in palo, accostata da quattro stelle a otto punte d'oro, 1.2.1 alias D'azzurro, alla scimitarra alta d'acciaio posta in palo, accostata da quattro stelle a otto punte d'oro, 1.2.1 (citato in (26)) |
|        | Marchiandi o Marcandi (Novalesa, Susa) Titolo: consignori di Gravere e Altaretto, Losa, Meana D'azzurro, allo stocco, accompagnato da due stelle, il tutto d'oro Motto: Ut utrumque tempus (citato in (28)) |
|        | Marchiani (Pistoia) D'argento, a due pali di rosso, accostanti un martello al naturale posto in palo alias D'argento, alla gemella in palo di rosso, racchiudente un martello al naturale posto nel senso della pezza (citato in (26)) |
|        | Marchianò de' Coronei (San Demetrio Corone) Titolo: nobili i rosso alla palma al naturale sinistrata da un drago che vi si arrampica sempre al naturale (citato in (29)) |
|        | Marchina o Marchini (Roma ?) D'azzurro, mareggiato d'argento, allo scoglio del secondo tratteggiato di rosso, con il capo d'argento, carico di tre stelle (8) d'azzurro, ordinate in fascia Motto: Nec fulmen metuunt nec hiemen (citato in (28)) |
|        | Marchini (Firenze) D'azzurro, al leone d'oro; e al capo dello stesso caricato di un'aquila dal volo abbassato di nero, sormontata da un giglio di rosso (citato in (26)) |
|        | Marchiò (Lucca) D'azzurro, alla ruota d'oro posta in mezzo a tre stelle a otto punte dello stesso, 2.1 (citato in (26)) ruota a 8 raggi (timone da imbarcazione) di oro accompagnata da - 3 stelle (8 raggi) dello stesso poste 2,1 su azzurro (citato in LEOM) |
|        | Marchioni (Cesena) (la blasonatura non è stata ancora caricata) (citato in BLCW) Immagine in Blasone Cesenate. |
|        | Marchionni (Buggiano) Di..., allo scaglione di..., accompagnato in capo da due stelle a sei punte di..., e in punta da un monte di sei cime di... (citato in (26)) |
|        | Marchionni (Firenze) Di rosso, al leone al naturale, tenente con le branche anteriori un ramoscello d'oro, e alla sbarra diminuita attraversante dello stesso; il tutto abbassato sotto il capo d'azzurro caricato di un crescente montante d'argento alias Di rosso, al leone d'argento, tenente con le branche anteriori un ramoscello d'oro, e alla sbarra diminuita attraversante dello stesso; il tutto abbassato sotto il capo d'azzurro caricato di un crescente montante d'argento (citato in (26)) |
|        | Marchionni (Firenze) Partito d'azzurro e d'argento, a due leoni affrontati dell'uno nell'altro, ciascuno sostenuto dalla montagna di verde alias Partito d'azzurro e d'argento, a due leoni affrontati dell'uno nell'altro, ciascuno sostenuto dal terreno di verde alias Troncato: nel 1º partito d'azzurro e d'argento, a due leoni affrontati dell'uno nell'altro, ciascuno sostenuto dalla montagna di verde; nel 2º di rosso, al leone d'argento, e alla sbarra diminuita attraversante d'oro, il tutto abbassato sotto il capo d'azzurro caricato di un crescente montante d'argento alias Troncato: nel 1º partito d'azzurro e d'argento, a due leoni affrontati dell'uno nell'altro, ciascuno sostenuto dal terreno di verde; nel 2º di rosso, al leone d'argento, e alla sbarra diminuita attraversante d'oro, il tutto abbassato sotto il capo d'azzurro caricato di un crescente montante d'argento (citato in (26)) |
|        | Marchionni (Firenze) luna montante di argento su fascia di azzurro su semipartito troncato di azzurro di argento e di rosso - 2 leoni controrampanti di argento su azzurro e di azzurro su argento su erte di verde uscenti dalla fascia digradanti in banda a sinistra e in sbarra a destra - sbarra di oro su - leone rampante di argento su rosso (citato in LEOM) |
|        | Marchionni o Marchionni della Vipera (Toscana) (DE) In blau-silber gespaltenem Feld 2 einwärtsgekehrte Löwen in verwechselten Tinkturen, 1 schwebenden grünen Sechsberg besteigend (citato in KHIF) |
|        | Marchionni o Marchioni (Genova) inquartato dentato d'oro e di rosso (citato in (2) – pag. 227, in (5) - pag. 124 e in DAlena) |
|        | Marchionni (Cesena) (la blasonatura non è stata ancora caricata) (citato in BLCW) Immagine in Blasone Cesenate. |
|        | Marchiotti o Marciotti Titolo: consignori di Ternavasio D'argento, alla fascia d'azzurro, carica di tre stelle, d'oro, accompagnata in punta da tre peri, al naturale, ordinati in fascia (citato in (28)) |
|        | Marchisio partito di nero e di rosso, alla banda d'oro (citato in (4) – Vol. II pag. 104 e in DAlena) |
|        | Marchisio (Molise) Troncato di nero e di rosso alla banda d'oro attraversante (citato in DAlena) |
|        | Marchisio o Marchisis o Corieris (Casale) D'oro, a tre cinture di rosso, fibbiate d'argento, poste in banda, una sull'altra (citato in (28)) |
|        | Marchisio (Chieri) Titolo: conti di Camandona, Paglières, Salbertrand D'azzurro, al compasso aperto, accompagnato da tre stelle, il tutto d'oro Motto: Tempore et mensura (citato in (28)) |
|        | Marchisio (Fossano) Partito di nero e di rosso, alla banda d'oro Motto: Facta et facta facent (citato in (28)) |
|        | Marchisio (Giaveno) D'oro, al pino al naturale, accompagnato da due stelle, di rosso Motto: In laborfe quies (citato in (28)) |
|        | Marchisio (Saluzzo) Partito d'azzurro e di rosso, alla banda d'argento Motto: Altius (citato in (28)) |
|        | Marchisio (Dronero) Troncato d'azzurro e d'argento (citato in (28) e in (34)) |
|        | Marchisio (Moncalieri) Di [...], alla banda di [...], carica di un giglio di [...], accostato da due stelle di [...] Motto: Va droit (citato in (28)) |
|        | Marchisio (Modena) sbarra di rosso su azzurro - leone passante rivolto di argento sulla sbarra in alto a sinistra - 3 stelle (6 raggi) di oro in basso e destra (citato in LEOM) |
|        | Marciano (Scala) (la blasonatura non è stata ancora caricata) (citato in DAlena) |
|        | Marciano (Roma) (la blasonatura non è stata ancora caricata) (Immagine nell' Archivio Storico Capitolino (PDF) (archiviato dall'url originale il 4 marzo 2016).) |
|        | Marcioni 4 lune di argento di cui 2 rivolte a destra su fascia di rosso su azzurro - cometa di oro posta in palo in alto su azzurro - mare al naturale uscente dalla punta su azzurro (citato in LEOM) |
|        | Marco (Cosenza) D'argento a tre fusi d'azzurro in fascia (citato in DAlena e in BLCL) |
|        | Marco (Palermo, Messina) diviso; nel 1° di rosso; nel 2° d'argento, con tre lozanghe d'azzurro accollate e poste in fascia (citato in (32)) Notizie storiche in Famiglie nobili di Sicilia. |
|        | Marcoaldi (Pistoia) Tagliato d'azzurro e d'oro, alla fontana zampillante attraversante al naturale, accompagnata nel primo, nei due cantoni del capo, da una stella a otto punte a destra, e da un crescente volto d'argento a sinistra (citato in (26)) |
|        | Marcoaldi o Marcoaldo (Moncalieri) Titolo: signori di Sabbione; consignori di Carignano, Castagnole, Testona D'argento, alla banda di rosso Motto: De la vient (citato in (28)) |
|        | Marcolini (Fano) d'argento, alla rosa fiorita di rosso, bottonata d'oro, gambuta e fogliata di verde ed il capo d'azzurro caricato di cinque gigli d'oro sostenuto da una riga di rosso (citato in (2) – pag. 168 e in DAlena) |
|        | Marcolini (Fano) fascia di rosso accompagnata da - una rosa posta in fascia stelo a sinistra di rosso stelata e fogliata di verde tutto su argento - capo d'Angiò (citato in LEOM) |
|        | Marcolini (Fano) rosa di rosso bottonata di oro posta in fascia stelo a sinistra stelata e fogliata di verde tra 2 righe (fasce ridotte di spessore) di rosso tutto su argento - 5 gigli di oro posti in fascia su azzurro in capo (citato in LEOM) |
|        | Marcolini (Fano) 3 gigli di argento su fascia di azzurro bordata di rosso dalla bordura superiore pendono 4 gocce di lambello dello stesso su argento - rosa di rosso stelata e fogliata di verde posta in fascia in basso su argento (citato in LEOM) |
|        | Marcolini Di..., al destrocherio di..., impugnante una spada alta di... (citato in (26)) |
|        | Marcolini (Roma) (la blasonatura non è stata ancora caricata) (Immagine nell' Archivio Storico Capitolino (PDF) (archiviato dall'url originale il 4 marzo 2016).) |
|        | Marcolla (Vigo di Ton, Vigo di Fassa) Titolo: Nobili rurali scudo rosso recante un levriere di colore nero con i piedi davanti alzati e una coda arricciata con le unghie gialle, con una collana sul collo e una stella (6) dello stesso colore tra i piedi davanti”, (citato in Turri, Piero. “I Marcolla? Ma chi erano? “ In: Comunichiamo, 2016; 15 (2)) |
|        | Marconi e Marconi Persiani e Marconi Muttini e Marconi Quagliotti (Galliate) D'azzurro, alla lettera M maiuscola, fiorita d'argento, sormontata da tre gigli d'oro, ordinati in fascia (citato in (28)) |
|        | Marconi (Venezia) di rosso, al leone d'oro, tenente con la branca destra una spada d'argento, impugnata d'oro e posta in sbarra, sostenuto dalla campagna di verde (citato nel Libro d'Oro di Venezia) |
|        | Marcosanti (Cesena) (la blasonatura non è stata ancora caricata) (citato in BLCW) Immagine in Blasone Cesenate. (citato in (28)) |
|        | Marcovaldi (Prato) Troncato d'oro e di rosso, al leone dell'uno all'altro (citato in (26)) |
|        | Marcucci (Lucca) d'azzurro, alla banda di oro accompagnata da due stelle dello stesso, al libro chiuso di rosso con fermagli d'argento attraversante sulla banda (citato in (2) – pag. 339 e in DAlena) |
|        | Marcucci (Arezzo) D'azzurro, a sei dadi d'argento, 3.2.1 (citato in (26)) |
|        | Marcucci (Bibbiena, Firenze) 6 dadi di argento (marche) posti in piramide rovesciata su azzurro (citato in LEOM) |
|        | Marcucci (Cesena) (la blasonatura non è stata ancora caricata) (citato in BLCW) Immagine in Blasone Cesenate. |
|        | Marcucci Marinangeli (Roma, Loro Piceno, Potenza Picena, Macerata) cuore infiammato di rosso trafitto da 2 frecce incrociate punta al basso di oro sormontato da - corona dello stesso su azzurro - scaglione di rosso su azzurro - cometa di oro posta in palo affiancata a sinistra da - una luna rivolta di argento in alto su azzurro - monte a 3 cime di argento in basso su azzurro (citato in LEOM) |

### Mard
| Stemma | Casato e blasonatura                                                                                           |
| ------ | --- |
|        | Marderi (Udine) Gallo (citato in DAlena)                                                                       |
|        | Mardoli (Firenze) Di rosso, a tre animali (martore) rampanti d'argento, 2.1, i due affrontati (citato in (26)) |

### Mare
| Stemma | Casato e blasonatura |
| ------ | --- |
|        | Marefoschi di azzurro alla banda di rosso accompagnata in capo da tre stelle d'oro (6) poste in banda, ed in punta da un delfino d'oro natante sopra un mare ondato di azzurro (citato in (4) – Vol. II pag. 518) |
|        | Marella (Chioggia) (la blasonatura non è stata ancora caricata) (citato in Araldica gentilizia (archiviato dall'url originale il 24 settembre 2015).) |
|        | Marelli (Maglione) Titolo: conti di Bajo, Monale, Vert; consignori di Desana Troncato, al 1º d'azzurro, alla stella d'oro, al 2º mareggiato d'argento e d'azzurro alias Troncato, al 1º d'azzurro, alla stella d'oro, al 2º mareggiato d'argento e di verde Motto: Innocua vigilia (citato in (28)) |
|        | Marelli (Astigiano) Titolo: consignori di Bastia, Cortandone, Monale D'argento, al leone d'azzurro, armato e linguato di rosso (citato in (28)) |
|        | Maremonti (Lecce) (la blasonatura non è stata ancora caricata) (citato in DAlena) |
|        | Marenca o Marenco (Ovada) Troncato di rosso e d'azzurro; all'ara di rosso, movente dalla punta e sostenente un'anatra al naturale, la zampa destra alzata, collarinata di verde (citato in (37)) |
|        | Marenco (Torino) di rosso, al leone d'oro, alla terza in banda d'azzurro (citato in (2) – pag. 541 e in DAlena) |
|        | Marenco (Fossano, Bra, Mondovì, Torino) Titolo: conte di Moriondo, Roccaforte; signore di La Turbia; consignore di Castellamonte, nobile Di rosso, al leone d'oro, con la terza d'azzurro in banda, attraversante (citato in (28) e in (34)) alias Di rosso, al leone d'oro, carico di tre bande d'azzurro (citato in (28)) alias di rosso, alla sbarra d'oro, col capo di azzurro, cucito di due alveari, accompagnati da api volanti, entranti ed uscenti, il tutto d'oro; lo scudo potrà essere accolalto a quello dei Marenco (citato in (34)) Cimiero: il moro, nascente, in maestà, vestito addogato di rosso, d'azzurro e d'oro, con un tortiglio di rosso sulla testa, impugnante con la destra una mazza d'oro Motto: Tal se me pensa bater che se repent - E forti grege |
|        | Marenco e Marenco de Rossi di Santa Rosa (Fossano, Torino, San Maurizio) Titolo: conti; nobili Di rosso, al leone d'oro, con la terza d'azzurro in banda, attraversante Motto: Tal se me pensa bater che se repent (citato in (28)) |
|        | Marenco e Marenco Long (Fossano, Torino) Titolo: nobili Di rosso, al leone d'oro, con la terza d'azzurro in banda, attraversante Motto: Tal se me pensa bater che se repent (citato in (28)) |
|        | Marenco (Torino) scaglione di oro su rosso - 3 rose di argento poste 2,1 su rosso tutto su scudetto su - terza in banda di azzurro su - leone rampante di oro su rosso (citato in LEOM) |
|        | Marenco (Torino) terza in banda di azzurro su - leone rampante di oro su rosso (citato in LEOM) |
|        | Marenco (Ricaldone, Acqui) Inquartato d'argento e di rosso, il 1° e 4° caricato di una banda in divisa, di nero alias Inquartato d'argento e di rosso, il 1° e 4° caricato di una banda in divisa, d'azzurro (citato in (28)) |
|        | Marenco (Torino) scaglione di oro su rosso - 3 rose di argento su rosso poste 2,1 (citato in LEOM) |
|        | Marene (Bairo) Titolo: conti di Crova, Pecetto D'azzurro, al decusse accompagnato in capo e ai fianchi da una conchiglia, il tutto d'oro, in punta da un giglio d'argento (citato in (28)) |
|        | Marengo (Fiesole, Piemonte, Cagliari, Pisa) Titolo: nobili di Fiesole Di rosso, al leone rivolto d'oro, caricato di tre fasce d'azzurro (citato in (26) e in (28)) leone rampante rivolto di oro caricato di 3 fasce di azzurro su rosso (citato in LEOM) |
|        | Marengo o Maringo (Sicilia) di rosso, al leone d'oro; alla terza in bada d'azzurro attraversante (citato in Mango) |
|        | Marentier (Francia, Torino) D'azzurro, all'elmo d'argento, accompagnato in capo da un globo, e in punta da un crescente, il tutto d'oro (citato in (28)) |
|        | Marentini (Saluzzo, Savigliano) D'azzurro, alla fascia di rosso, cucita, accompagnata, in capo, da tre gigli d'oro, ordinati in fascia, in punta, da un pino al naturale sostenuto da un leoncino d'argento, addestrato da due stelle d'oro, ordinate in palo Motto: Ducit ad alta fides (citato in (28)) |
|        | Marentini (Pancalieri) Inquartato, d'argento, al leone di rosso, e fasciato d'argento e d'azzurro (citato in (28)) |
|        | Marenzi (Trieste) Biscia (citato in DAlena) |
|        | Marenzi (Bergamo, Trieste) aquila di nero coronata di oro su oro - palla alata di argento su azzurro - biscione di argento coronato di oro su rosso - bandato di oro e scaccato di azzurro e di argento (2file) - aquila di nero su oro in capo (citato in LEOM) |
|        | Marenzi (Trieste) aquila di nero coronata di oro su oro - 3 bande scaccate di azzurro e di argento (2file) su oro tutto su scudetto su - palla alata di argento su azzurro - 2 bisce ondeggianti in palo affrontate alla tedesca coronate di oro su rosso (citato in LEOM) |
|        | Marenzi o Da Marenzo o Camarenzi (Bergamo, Bolgare, Trieste) aquila di nero coronata di oro su oro - 3 bande scaccate di azzurro e di argento (2file) su oro (citato in LEOM) |
|        | Marenzi o Da Marenzo o Camarenzi (Bergamo, Bolgare, Trieste) aquila di nero su oro (citato in LEOM) |
|        | Marenzi o Da Marenzo o Camarenzi (Bergamo, Bolgare, Trieste) palla alata di argento su azzurro - 3 bande scaccate di azzurro e di argento (2file) su oro (citato in LEOM) |
|        | Marenzi o Da Marenzo o Camarenzi (Bergamo, Bolgare, Trieste) aquila di nero su oro - 3 bande scaccate di azzurro e di argento (2file) su oro tutto su scudetto sormontato da una corona di oro su - palla alata di argento su azzurro - serpente ondeggiante in palo di argento coronato di oro su rosso (citato in LEOM) |
|        | Marenzi o Da Marenzo o Camarenzi (Bergamo, Bolgare, Trieste) aquila di nero su oro - 3 bande scaccate di azzurro e di argento (2file) su oro (citato in LEOM) |
|        | Marenzi o Da Marenzo o Camarenzi (Bergamo, Bolgare, Trieste) castello di argento su terrazzo di verde caricato di una balestra di oro accompagnato da - giglio di oro in alto tutto su azzurro (citato in LEOM) |
|        | Marenzi o Da Marenzo o Camarenzi (Bergamo, Bolgare, Trieste) castello di argento sormontato da - aquila di nero su oro (citato in LEOM) |
|        | Marerio (Brescia) di rosso, a tre fiori di sette petali d'argento, bottonati d'oro, ordinati in fascia; alla campagna indentata di tre pezzi del secondo (citato in (3) ) |
|        | Maresca (Napoli, Sorrento, Serracapriola) delfino al naturale natante su un mare di argento e di azzurro su azzurro accompagnato in capo da - una fascia convessa di argento - 3 stelle (5 raggi) di argento poste in fascia su azzurro in alto (citato in LEOM) |
|        | Maresca (Napoli, Sorrento, Serracapriola) delfino al naturale natante su un mare di argento e di azzurro su azzurro accompagnato in capo da - una fascia convessa di argento - 3 stelle (5 raggi) di argento poste in fascia su azzurro in alto tutto su scudetto su - leone rampante coronato di oro sul nero del - troncato di nero e - losangato in sbarra di argento e di azzurro - orso rampante di nero su oro con - bordura dentata di rosso - croce di Sant'Andrea di azzurro accantonata da - 4 rose di rosso su argento - 2 fasce di rosso su argento - 3 palle di azzurro poste in palo su argento (citato in LEOM) |
|        | Maresca (Napoli, Sorrento, Serracapriola) delfino al naturale natante su un mare di argento e di azzurro su azzurro accompagnato in capo da - una fascia convessa di argento - 3 stelle (5 raggi) di argento poste in fascia su azzurro in alto tutto su scudetto su - leone rampante coronato di oro sul nero del - troncato di nero e - losangato in sbarra di argento e di azzurro - 5 bande di rosso su oro (citato in LEOM) |
|        | Maresca o Maresca Donnorso Correale Revertera (Napoli, Sorrento) fascia ondata di argento su azzurro - 3 stelle (5 raggi) di argento poste 1,2 su azzurro - delfino al naturale nuotante nel mare di argento su azzurro (citato in LEOM) |
|        | Maresca o Maresca Donnorso Correale Revertera (Napoli, Sorrento) fascia convessa di argento su azzurro - 3 stelle (5 raggi) di argento su azzurro poste in fascia - delfino al naturale nuotante nel mare di argento su azzurro - 2 fasce di rosso su argento - 3 palle di azzurro in palo su argento tutto su scudetto su - leone rampante rivolto di oro su nero - orso di nero rampante su oro con bordura dentata di rosso - losangato in sbarra di argento e di azzurro - croce di Sant'Andrea di azzurro su argento accantonata da 4 rose di rosso su argento (citato in LEOM) |
|        | Maresca di Serracapriola (Napoli, Sorrento, Serracapriola) Titoli: nobile dei duchi di Serracapriola, marchese di Camerano delfino al naturale natante su un mare di argento e di azzurro su azzurro accompagnato in capo da - una fascia convessa di argento - 3 stelle (5 raggi) di argento poste in fascia su azzurro in alto (citato in (16) e in (4) – Vol. II pag. 518 e in (29)) alias partito 1º (Wittelsbak) troncato: di nero al leone d'oro coronato dello stesso, losangato in banda d'argento e d'azzurro: 2° (Del Carretto) d'oro a cinque bande di rosso, sul tutto Maresca (citato in (29)) |
|        | Maresca Donnorso Correale Revertera di Serracapriola (Napoli, Sorrento, Serracapriola) Titoli: duca di Serracapriola, conte di Tronco, duca della Salandra, conte di Tricarico, col predicato di : Chifuti, Crassano, Cacciano, Miglionico e Garauso / nobile dei duchi di Serracapriola, marchese di Camerano (Maresca) delfino al naturale natante su un mare di argento e di azzurro su azzurro accompagnato in capo da - una fascia convessa di argento - 3 stelle (5 raggi) di argento poste in fascia su azzurro in alto tutto su scudetto, inquartato: 1° (Wittelsbak) troncato sopra di nero al leone d'oro coronato dello stesso, losangato in banda d'argento e d'azzurro; 2° (Donnorso) d'oro all'orso rampante di nero, con la bordatura dentata di rosso; 3° (Correale) d'argento alla croce di Sant'Andrea d'azzurro accantonata di quattro rose di rosso; 4°(Revertera) d'argento a due fasce di rosso accompagnate da tre bisanti d'azzurro posti uno ad uno, sul tutto Maresca (citato in (16) e in (4) – Vol. II pag. 518) alias inquartato: 1° (Wittelsbak) troncato sopra di nero al leone d'oro coronato dello stesso, losangato in banda d'argento e d'azzurro; 2° (Donnorso) d'oro all'orso rampante di nero, con la bordatura dentata di rosso; 3° (Correale) d'argento alla croce di Sant'Andrea d'azzurro accantonata di quattro rose; 4°(Revertera) d'argento a due fasce di rosso accompagnate da tre bisanti d'azzurro posti uno ad uno, sul tutto Maresca Motto: Zelo et veritate (citato in (29)) |
|        | Marescalchi d'azzurro, al leone d'oro, tenente tra le branche un ferro da cavallo d'argento, chiodato di nero (citato in (5) - pag. 128) |
|        | Marescalchi (Bologna, Casalecchio di Reno) d'azzurro, al leone d'oro, tenente tra le branche un ferro da cavallo d'argento, chiodato di nero; al capo d'Angiò (citato in (9) – pag. 519) leone rampante di oro tenente tra le zampe anteriori un ferro di cavallo di argento su azzurro - capo d'Angiò (citato in LEOM) |
|        | Marescalchi (Cesena) (la blasonatura non è stata ancora caricata) (citato in BLCW) Immagine in Blasone Cesenate. |
|        | Marescano (Catanzaro) D'azzurro alla facia d'oro sostenente un leone nascente di rosso e accompagnato da uno scaglione d'oro uscente dalla punta e accantonato da una melograna al naturale (citato in DAlena e in BLCL) |
|        | Marescotti (Siena) D'oro, all'aquila dal volo abbassato di nero, coronata del campo alias Inquartato: nel 1º e 4º d'oro, all'aquila dal volo abbassato di nero, coronata del campo; nel 2º e 3º d'argento, a due fasce di rosso e al gattopardo rampante attraversante d'oro, il tutto abbassato sotto il capo d'Angiò alias D'oro, all'aquila dal volo spiegato di nero, coronata del campo, e caricata in cuore di uno scudetto d'azzurro, sovraccaricato della fascia d'argento accompagnata da tre crescenti montanti dello stesso, 2.1 (citato in (26)) |
|        | Marescotti (Molise) Di rosso a due fasce d'argento il tutto caricato da una tigre rampante d'oro, al capo d'oro con l'aquila imperiale (citato in DAlena) |
|        | Marescotti (Volterra) aquila di nero coronata di oro su oro - pantera rampante di oro su 2 fasce di rosso su argento - capo d'Angiò (citato in LEOM) |
|        | Marescotti (Volterra) aquila di nero coronata di oro su oro - pantera rampante di oro su 2 fasce abbassate di rosso su argento accompagnata in capo da - 3 gigli di oro posti tra le 4 gocce di un lambello di rosso (citato in LEOM) |
|        | Marescotti (Bologna, Roma) leopardo illeonito di oro su fasciato di rosso e di argento - capo d'Impero (citato in LEOM) |
|        | Marescotti (Firenze, Madrid) leopardo illeonito di oro su fasciato di rosso e di argento - capo d'Impero (citato in LEOM) |
|        | Marescotti (Firenze, Madrid) pantera rampante al naturale testa in maestà su fasciato di rosso e di argento - capo d'Angiò - sormontato da capo d'Impero (citato in LEOM) |
|        | Maresma (Volterra) Di cielo, al naviglio di tre alberi al naturale, navigante sul mare dello stesso e accompagnato in capo da un sole d'oro a destra e da un crescente rovesciato d'argento a sinistra (citato in (26)) |
|        | Maretti (Ravenna) Cane (citato in DAlena) |

### Marf
| Stemma | Casato e blasonatura |
| ------ | --- |
|        | Marfori Savini (Padova, Pesaro, Fano, Napoli, Piove di Sacco, Roma) uomo di carnagione coronato di oro seduto su monte al naturale uscente dalla punta e digradante in sbarra di verde tenente con la sinistra una brocca (otre) di oro con cui versa l'acqua che appare una cascata su azzurro - cometa di oro posta in palo in alto a sinistra su azzurro - leone passante di oro in banda su - croce di Sant'Andrea di rosso su azzurro - stella (8 raggi) di oro a sinistra e giglio dello stesso a destra in alto su azzurro -giglio di oro a sinistra e stella (8 raggi) dello stesso a destra in basso su azzurro (citato in LEOM) |

### Marg
| Stemma | Casato e blasonatura |
| ------ | --- |
|        | Margaria o Margheria (Vercelli) Titolo: consignore di Salasco Di rosso, a tre pali d'argento, con il capo d'argento, carico di tre porcospini, di nero, ordinati in fascia (citato in (28)) Motto: Deo sit laus |
|        | Margaria (Cuneo, Vercelli) Titolo: nobile D'argento, a quattro gemelle di rosso, in palo, con il capo d'argento, cucito, carico di due porcospini, al naturale, affrontati, con le lingue sporgenti, arruffati a difesa (citato in (28) e in (34)) Cimiero: la giovane scapigliata, tenente un breve con il motto / una giovane bionda scapigliata, vestita di bianco, colel braccia ignude, tenente sopra il capo, un nastro con il motto / un uomo peloso, al naturale, tenente nella destra un ramo al naturale Motto: Deo sit laus - De bon valoyr |
|        | Margaria (Sanremo) 4 filetti in palo di rosso su argento - 2 porcospini al naturale affrontati arruffati su argento in capo (citato in LEOM) |
|        | Margarit (Sicilia) d'azzurro, alla pianta di margarita sradicata al naturale fiorita d'argento (citato in Mango) |
|        | Margarucci (Roma) 3 stelle (8 raggi) di oro su fascia di rosso su azzurro - sole raggiante di oro su azzurro in alto - luna montante di argento in basso su azzurro (citato in LEOM) |
|        | Margheri o Margherio (Trieste) torre guelfa (rotonda) di rosso su argento (citato in LEOM) |
|        | Margherita (Torino) D'azzurro, a tre fiori di margherita, d'argento, gambuti e fogliati (2, 1?) Motto: Honneur des pres (citato in (28)) |
|        | Marghiera (Nizza) Titolo: consignori di Mas Troncato, al 1° d'azzurro, al leone d'oro, nascente dalla partizione, al 2° di [...], alla scala doppia a piuoli d'argento, aperta a scaglione (citato in (28)) |
|        | Margini (Reggio Emilia, Milano, Bergamo, Castronno, Como) Titolo: Patrizi di Reggio d'azzurro, ad una torre torricellata d'oro posata sopra una campagna di verde verso il fianco sinistro, dietro la quale passa un fiume ondato d'argento, sostenente verso il fianco destro dello scudo un'altra torre simile (citato in (2) – pag. 556) torre a 2 palchi di oro posta a destra su terrazzo di verde coprente un fiume al naturale da cui esce a sinistra una torre simile di oro su azzurro (citato in LEOM)                                       |
|        | Margotti (Faenza) leone rampante coronato di oro sull'argento dell' -inquartato in croce di Sant'Andrea di argento e di azzurro (citato in LEOM) |
|        | Margutti (Vienna) 2 ancore di argento a 3 marre poste una sbarra e l'altra in banda unite insieme da un unico anello dello stesso e racchiudenti una crocetta di oro tutto su azzurro - giglio di argento su rosso in capo - trangla di argento (citato in LEOM) |

### Mari
| Stemma | Casato e blasonatura |
| ------ | --- |
|        | Mari (Firenze) Di rosso, a tre sbarre d'argento, e alla fascia attraversante d'azzurro (citato in (26)) (DE) In Rot 3 silberne Schräglinksbalken, überdeckt von 1 blauen Balken (citato in KHIF) |
|        | Mari (Pisa, Firenze) Di cielo, alla torre torricellata al naturale, fondata sul mare dello stesso, accostata da due delfini affrontati d'argento, guizzanti in palo rovesciati, addossati o affrontati, il tutto sormontato da tre stelle a otto punte d'oro, ordinate in capo alias Di cielo, alla torre torricellata al naturale, fondata sul mare dello stesso, accostata da due delfini affrontati di verde, guizzanti in palo rovesciati, addossati o affrontati, il tutto sormontato da tre stelle a otto punte d'oro, ordinate in capo alias Di cielo, al castello torricellato al naturale, fondato sul mare dello stesso, accostato da due delfini affrontati d'argento, guizzanti in palo rovesciati, addossati o affrontati, il tutto sormontato da tre stelle a otto punte d'oro, ordinate in capo alias Di cielo, al castello torricellato al naturale, fondato sul mare dello stesso, accostato da due delfini affrontati di verde, guizzanti in palo rovesciati, addossati o affrontati, il tutto sormontato da tre stelle a otto punte d'oro, ordinate in capo (citato in (26)) |
|        | Mari o De Mari (Ovada) D'oro, a tre bande ondate a onde grosse di nero (citato in (37)) |
|        | Mari (Milano) 6 bande controinnestate di nero su oro (citato in LEOM) |
|        | Mari o De Mari (Napoli) bandato controinnestato di oro e di nero (citato in LEOM) |
|        | Mari (Tropea) bandato ondato innestato di oro e di nero (citato in BLCL) Immagine e notizie storiche in Tropea Magazine. |
|        | Mari (Cesena) (la blasonatura non è stata ancora caricata) (citato in BLCW) Immagine in Blasone Cesenate. |
|        | Mari Marioni (Siena) D'azzurro, alla banda di rosso, bordata d'oro, caricata di tre stelle a sei punte dello stesso alias D'azzurro, alla banda d'oro caricata di tre stelle a sei punte del primo, e accompagnata da due stelle a sei punte del secondo, una in capo a sinistra e una in punta a destra (citato in (26)) |
|        | Mari o De Maris (Taormina, Messina) d'azzurro, alla sirena coronata d'argento, uscente dal mare dello stesso, ombrato di nero movente dalla punta, sormontata da tre stelle d'oro, ordinate nel capo (citato in Mango) |
|        | Mariana o Mariani (Ovada) Fasciato di rosso e d'argento; col capo d'azzurro, caricato di un merlo rivoltato e coronato di nero, posto sulla partizione (citato in (37)) |
|        | Mariani (Bazzano, L'Aquila) Titolo: Patrizi dell'Aquila Troncato di rosso alla fascia d'argento; nel primo alla fede, nel secondo a tre pali d'argento. Scudo sormontato da testa d'aquila, al naturale, imbeccata e lampassata di rosso, coronata a 5 punte visibili. C. Crispomonti, Historia della origine e fondazione della città dell'Aquila, L'Aquila, Biblioteca Provinciale, ms. del 1629. |
|        | Mariani (Firenze, Pescia) D'azzurro, al cipresso sradicato al naturale, accompagnato in capo da una stella a otto punte d'oro e in punta da un crescente montante dello stesso, e alla banda diminuita attraversante di rosso, caricata di tre rose d'argento (citato in (26)) (DE) In Blau 1 achtstrahliger goldener Stern, 1 naturfarbene Zypresse am Stamm überdeckt von 1 beidseitig rotbebandeten goldenen Ring und 1 liegender goldener Halbmond pfahlweise, das Ganze überdeckt von 1 roten Schrägbalken belegt mit 3 silbernen Blumen (citato in KHIF) |
|        | Mariani Titolo: Nobili di Corneto D'argento alla fascia di rosso sostenent due mani appalmate di carnagione, ed accompagnata in punta da tre bande di rosso (citato in DAlena) |
|        | Mariani o Marignani o Mariano (Milano, Vercelli, Torino) Di nero, al leopardo d'oro, illeonito, tenente una clava di verde alias Di nero, al leopardo d'oro, illeonito, coronato dello stesso, lampassato e armato di rosso alias Di nero, al leopardo d'argento, illeonito, lampassato, armato e osceno di rosso alias Di nero, al leone d'oro, lampassato di rosso (citato in (28)) |
|        | Mariani (Morbergo (Valtellina)) 2 leoni passanti un sull'altro il primo di argento su azzurro l'altro di azzurro su argento (citato in LEOM) |
|        | Mariani (Tarquinia, Roma) zampa di leone di rosso uscente da destra in fascia su argento - armellino pieno (citato in LEOM) |
|        | Mariani (Cesena) (la blasonatura non è stata ancora caricata) (citato in BLCW) Immagine in Blasone Cesenate. |
|        | Marianini (Fossalta di Portogruaro) motto in lettere maiuscole di oro "ME PHYSICA" su fascia di rosso su azzurro - civetta in maestà posta sulla fascia al naturale ali abbassate (volo) su azzurro - 2 saette di oro incrociate punte al basso su azzurro in punta (citato in LEOM) |
|        | Mariano (Rivarolo Canavese, Roma) Titolo: conti Mareggiato d'argento e d'azzurro, all'ancora cordata, al naturale, posta in palo, con il capo d'azzurro, carico della costellazione dell'Orsa Minore e della Stella Polare, il tutto d'oro Motto: Ubi nec aquila (citato in (28)) |
|        | Marianti (Ferrara) interzato in fascia di rosso di azzurro e di oro - leone passante di oro su rosso - braccio destro armato di argento reciso posto in fascia tenente con la mano di carnagione una spada in fascia punta a sinistra - stella (6 raggi) di oro posta in alto a sinistra tutto su azzurro - 3 pali di rosso su oro (citato in LEOM) |
|        | Mariconda (Abruzzo, Napoli) Titolo: duca di Marzanello; barone di Galluccio spaccato, nel 1° d'azzurro al leone nascente d'oro coronato dello stesso; nel 2°d'argento a due fasce ondate d'azzurro (citato in DAlena e in (31)) Notizie storiche in Nobili napoletani. |
|        | Mari della Genga (Cesena) (la blasonatura non è stata ancora caricata) (citato in BLCW) Immagine in Blasone Cesenate. |
|        | Marieni (Val Brembana) Trinciato nel 1° d'argento al 2° bandato d'azzurro e d'argento, il tutto caricato da un destrocherio di carnagione vestito di rosso, impugnante un gambo fogliato di verde posto in palo ed in capo tre gigli male ordinati di rosso (citato in Stemmi della Val Brembana (archiviato dall'url originale il 6 gennaio 2013).) |
|        | Marietti e Marietti Mayan (Giaveno, Torino) Titolo: baroni D'argento, allo scaglione di rosso, accompagnato in capo da tre stelle d'azzurro, male ordinate, in punta da un'aquila coronata, di rosso (citato in (28)) scaglione di rosso su argento - 3 stelle (5 raggi) di azzurro poste 1,2 in alto su argento - aquila coronata di rosso su argento in punta (citato in LEOM) Motto: Fidelitas |
|        | Marigliano e Marigliano di Torraca e Alfanella (Napoli) Titolo: duca Del Monte, linea secondogenita: marchese di Poppano col predicato di Torraca e Alfanella, Principe di Montefalcone troncato 1° d'argento, 2° d'azzurro al volatile di nero posto su di un monte al naturale Motto: Mariniscor (citato in (29)) alias d'azzurro al falcone di nero, avente nel becco un ramo d'ulivo verde, e poggiante sulla vetta più alta di un monte d'argento, col capo dello stesso (citato in (31)) Notizie storiche in Nobili napoletani. |
|        | Marigliano (Napoli) falco al naturale ramo di olivo nel becco su monte roccioso al naturale uscente dalla punta sull'azzurro del troncato di argento e di azzurro (citato in LEOM) |
|        | Marigliano (Napoli) 2 monti di argento uscenti dalla punta il più alto cimato da - un falcone di nero avente nel becco un ramo di olivo al naturale sull'azzurro del - troncato di argento e di azzurro (citato in LEOM) |
|        | Marignoli (Roma, Spoleto) troncato: nel primo di oro pieno, nel secondo di azzurro al vulcano d'argento vampante dello stesso posto in mezzo al mare del campo colla fascia di rosso sul troncato (citato in (2) – pag. 582 e in DAlena) fascia di rosso su troncato di oro e di azzurro - montagna al naturale su mare fluttuoso di verde e di argento uscente dalla punta dalla cui cima esce un pennacchio di fumo al naturale su azzurro (citato in LEOM) (Immagine nella Raccolta stemmi Trippini (JPG).) |
|        | Marignoli (Roma, Spoleto) fascia di rosso su troncato di argento e di azzurro - montagna al naturale su mare fluttuoso di verde e di argento uscente dalla punta dalla cui cima esce un pennacchio di fumo al naturale su azzurro (citato in LEOM) |
|        | Marignoli (Trevi) (la blasonatura non è stata ancora caricata) Notizie storiche nel sito della Associazione Pro Trevi. |
|        | Marignolli (Firenze) D'oro, alla fascia di nero alias D'oro, alla fascia di nero, sormontata da uno scudetto rotondo dell'Impero d'Oriente alias Partito: nel 1º d'oro, alla fascia di nero; nel 2º fasciato di sei pezzi d'oro e di nero, con il capo dell'Impero d'Oriente (citato in (26)) |
|        | Marin (Venezia) fascia in divisa ondata di azzurro su fascia di argento su rosso (citato in LEOM) |
|        | Marina (Verona) (la blasonatura non è stata ancora caricata) (citato in DAlena) |
|        | Marinangeli (Abruzzo) D'argento alla banda d'azzurro (citato in DAlena) |
|        | Marinari (Prato, Firenze) D'azzurro, alla fascia d'argento sormontata da un pesce nuotante dello stesso alias Partito: nel 1° d'azzurro, alla fascia d'argento sormontata da un pesce nuotante dello stesso; nel 2° di..., al palo di..., caricato dello scudetto del Popolo fiorentino (citato in (26)) |
|        | Marinari (Pisa) Di..., alla banda di... (citato in (26)) |
|        | Marinari (Firenze) Fasciato ondato d'argento e d'azzurro, al pesce nuotante attraversante di..., sormontato da una stella a otto punte d'oro (citato in (26)) |
|        | Marinari o Marinari delle Ruote (Toscana) (DE) In Blau 1 silberner Balken, oben begleitet von 1 waagerecht gelegten silbernen Fisch (citato in KHIF) |
|        | Marincola e Marincola di Soverato e Marincola di San Floro (Napoli, Petrizzi, Catanzaro, Roma, Venezia) D'argento all'ancora di ferro in palo uscente da un mare ondato d'azzurro e d'argento e accompagnata in capo da due stelle a 8 punte d'azzurro (citato in DAlena e in BLCL) alias d'argento all'ancora al naturale sormontata da due stelle d'azzurro al mare del medesimo (citato in (29)) ancora al naturale a 2 marre posta in palo su argento - 2 stelle (5 raggi) poste in fascia in alto - mare uscente dalla punta tutto di azzurro su argento (citato in LEOM) Motto: Maris in cola |
|        | Marincola (Catanzaro) (la blasonatura non è stata ancora caricata) (Immagine nella Raccolta stemmi Topoguz.) |
|        | Marinelli (Arezzo) Partito d'azzurro e d'oro, a due palle ordinate l'una sull'altra del secondo nel primo, e alla gemella in banda del primo nel secondo (citato in (26)) |
|        | Marinelli (Siena) D'azzurro, al leone d'oro, e alla croce di sant'Andrea attraversante di rosso (citato in (26)) |
|        | Marinelli (Sassuolo) D'azzurro alla barca fornita al naturale, avendo l'albero fiaccato da una folgore lanciata di rosso , e sulla poppa un uomo di carnagione, vestito con una sciarpa del campo, in atto di tenere ferma la vela (citato in DAlena) |
|        | Marinelli (Sanseverino Marche) D'azzurro al leone d'oro, movente dalla punta e sostenente una stella di otto raggi dello stesso, accompagnato in capo da tre gigli pure d'oro, ordinati in fascia; colla banda di rosso attraversante sul leone (citato in DAlena) |
|        | Marinelli (Napoli, Ravello) Titolo: marchesi, baroni di Cerretano, San Giovanni Lipioni e Carunchio, patrizi di Ravello D'azzurro al palo cucito di rosso, caricato di tre stelle di otto raggi d'oro ed accostato da due leoni controrampanti dello stesso sostenuti da un mare in punta d'argento fluttuoso del campo (citato in DAlena, in (29) e in (31)) Notizie storiche in Nobili napoletani. |
|        | Marinelli (Molfetta) d'azzurro, a 3 fasce d'oro, accompagnate nel capo da 3 stelle dello stesso, quella di mezzo caudata, e ordinate in fascia Motto: Nam Palinurus ego (citato in web.archive.org, https://web.archive.org/web/20121208072646/http://www.molfetta.net/araldica/index.php.) |
|        | Maringhi (Firenze) Di..., al leone di..., sostenuto dal mare di..., e tenente con le branche anteriori un ramoscello di... (citato in (26)) |
|        | Marini (Venezia) d'azzurro, alla banda d'oro caricata di una cotissa ondata del primo (citato in (2) – pag. 211 e in DAlena) |
|        | Marini di azzurro all'ippogrifo rampante d'oro sormontato da una corona d'oro all'antica (citato in (4) – Vol. III pag. 611) |
|        | Marini (Pistoia) Di cielo, al naviglio di due alberi entrante nel fianco destro dello scudo e navigante sul mare al naturale, spinto da un vento soffiante di..., posto in alto a sinistra, il tutto accompagnato in capo da una stella a otto punte d'oro (citato in (26)) |
|        | Marini (Pescia) Di rosso, al tronco d'albero mozzo al naturale sradicato, e accompagnato in capo da una stella a otto punte d'oro (citato in (26)) alias Di rosso, al tronco d'albero mozzo al naturale uscente dalla punta dello scudo, e accompagnato in capo da una stella a otto punte d'oro (citato in (26)) alias Di rosso, al tronco d'albero mozzo di verde) sradicato, e accompagnato in capo da una stella a otto punte d'oro (citato in (26)) (DE) In Rot 1 achtstrahliger goldener Stern und 1 aus dem unteren Schildrand hervorkommender grüner Baumstamm pfahlweise (citato in KHIF) alias Di rosso, al tronco d'albero mozzo di verde) uscente dalla punta dello scudo, e accompagnato in capo da una stella a otto punte d'oro (citato in (26)) |
|        | Marini (Firenze) Fasciato ondato d'oro e di verde. (citato in (26)) alias D'oro, a tre fasce ondate di verde (citato in (26)) |
|        | Marini (Toscana) (DE) In Grün 4 goldene Wellenbalken (citato in KHIF) |
|        | Marini o Marino (Genova) Titolo: marchesi di Carpeneto, Castelnuovo Scrivia, Mornese; conti di Borgofranco D'argento, a tre bande innestate nebulose, di nero alias D'argento, a tre bande innestate nebulose, di nero, con in capo uno scudetto di [azzurro], a tre gigli [d'oro] (citato in (28)) |
|        | Marini (Ivrea, San Martino) Titolo: consignori di Baio D'argento, allo scaglione di nero, accompagnato da tre conchiglie, di rosso Motto: Sat vidisse juvat (citato in (28)) |
|        | Marini (Villafranca Piemonte, Cavour, Cuneo) Titolo: consignore di Beinette, Cantogno, Osasio D'argento, allo scaglione d'azzurro, caricato di un compasso di ferro, al naturale, accompagnato da tre conchiglie, di rosso, con la campagna mareggiata, d'azzurro e d'argento (citato in (28)) Cimiero: il sole d'oro Motto: Sol nec mare siccat |
|        | Marini (Vinadio, Dronero) Bandato innestato di nero e d'argento (citato in (28) e in (34)) alias bandato di sei pezze d'argento e di nero ondate (citato in (34)) Cimiero: il sole raggiato di rosso Motto: Nunquam siccabitur restu |
|        | Marini (Torino) Bandato d'argento e d'azzurro, le prime bande cariche di sei rose di rosso, 1, 3, 2 Motto: Virtuti fortuna comes (citato in (28)) |
|        | Marini o Marino o De Marinis o De Marino (Palermo, Messina, Mazara, Salemi) Titolo: nobile, nobile di Messina d'azzurro a tre fasce ondate d'argento con un leone coronato d'oro (citato in (29)) d'azzurro, a tre fasce ondate d'argento ed un leone coronato d'oro soprastante sul tutto (citato in Mango) |
|        | Marini (Roma) (la blasonatura non è stata ancora caricata) (Immagine nell' Archivio Storico Capitolino (PDF) (archiviato dall'url originale il 4 marzo 2016).) |
|        | Marini o De Marini (Ovada) D'argento, a tre pali doppiomerlati di nero (citato in (37)) |
|        | Marini (Santarcangelo di Romagna) leone rampante di oro su azzurro - cometa in palo di oro in alto su azzurro - 2 gigli di oro su azzurro posti in fascia (citato in LEOM) |
|        | Marini (Santarcangelo di Romagna) braccio sinistro uscente da destra armato di argento afferrante con la mano di carnagione una foglia di palma al naturale su azzurro - monte a 3 cime di oro uscente dalla punta su azzurro (citato in LEOM) |
|        | Marini (Milano) albero di prugno di verde fruttato di rosso e fustato e sradicato di nero su oro (citato in LEOM) |
|        | Marini (Milano) pianta di rose su terrazzo di verde fiorita di 5 pezzi di cui 3 di argento e 2 di rosso su punta rovesciata di rosso in capo su oro (citato in LEOM) |
|        | Marini (Milano) 3 bande controinnestate di argento su azzurro (citato in LEOM) |
|        | Marini (Torino) compasso aperto punte al basso al naturale su scaglione di azzurro su argento accompagnato da - 3 conchiglie di rosso poste 2,1 - mare al naturale uscente dalla punta su argento (citato in LEOM) |
|        | Marini (Gubbio) braccio destro uscente da destra armato di argento tenente con la mano di carnagione una foglia di palma al naturale su azzurro - monte a 3 cime di oro uscente dalla punta su azzurro (citato in LEOM) |
|        | Marini o Marino (Treviso, Trieste, Venezia) fascia ristretta ondata di azzurro su fascia di oro su azzurro (citato in LEOM) |
|        | Marini o Marini Scotti (Milano) 2 rami intrecciati a forma di corona di prugno fogliati e fruttati al naturale su argento - mare uscente dalla punta di azzurro su argento (citato in LEOM) |
|        | Marini Clarelli (Roma, Perugia, Rieti) torre merlata di 5 pezzi alla ghibellina su isola erbosa uscente da mare tutto al naturale su azzurro - stella (8 raggi) di oro posta nel canton sinistro del capo su azzurro - braccio destro armato uscente da destra impugnante con la mano di carnagione una spada posta in palo punta in alto tutto al naturale su azzurro - 3 stelle (8 raggi) di oro poste 1,2 in alto su azzurro (citato in LEOM) |
|        | Marino (Napoletano) (la blasonatura non è stata ancora caricata) (citato in (31)) |
|        | Marino (Napoletano) (la blasonatura non è stata ancora caricata) (citato in (31)) |
|        | Marino o De Marinis (Sicilia) Titolo: barone di Gualteri; duca di Gualteri di azzurro, con tre fasce ondate degente (d'argento ?), ed un leone d'oro soprastante sul tutto (citato in (32)) Corona di duca Notizie storiche in Famiglie nobili di Sicilia. |
|        | Marino (Palermo) leone rampante coronato di oro su 3 fasce ondate di argento su azzurro (citato in LEOM) |
|        | Marino di Termini (Sicilia) Titolo: barone di Vallelunga d'azzurro, con una stella d'oro, col mare in punta agitato d'argento (citato in (32)) Notizie storiche in Famiglie nobili di Sicilia. |
|        | Marinoni (Milano) Cane (citato in DAlena) |
|        | Marinoni (Milano) fiume al naturale posto in fascia su inquartato di rosso e di verde - croce di Malta di argento su rosso - cane rampante di argento collarinato di rosso su verde (citato in LEOM) |
|        | Marinoni (Bergamo) Gallo (citato in DAlena) |
|        | Marinonibus (la blasonatura non è stata ancora caricata) (citato in DAlena) |
|        | Marinozzi (Firenze) Inquartato d'azzurro e d'oro, alla stella a otto punte del secondo in ciascuno dei quarti del primo; il tutto abbassato sotto il capo d'Angiò, abbassato a sua volta sotto il capo dell'Impero (citato in (26)) |
|        | Mario (Padova) filetto in scaglione scalinato di 3 pezzi di oro accompagnato da - 3 stelle (6 raggi) dello stesso poste 2,1 sull'azzurro del - troncato di azzurro e di argento - 3 more (frutti di rovo) di rosso fogliate di verde pendenti dalla troncatura su argento (citato in LEOM) |
|        | Marioni (Venezia) banda di verde su rosso affiancata da - 2 gemelle ondate in banda di oro su rosso (citato in LEOM) |
|        | Marioni (Cesena) (la blasonatura non è stata ancora caricata) (citato in BLCW) Immagine in Blasone Cesenate. |
|        | Mariotti (Firenze) Di..., all'albero di..., nodrito sul terreno di..., e al capo di..., caricato di un giglio di..., accostato da due stelle a sei punte di... (citato in (26)) |
|        | Mariotti (Umbertide) Cane (citato in DAlena) |
|        | Mariotti (Fano) cavallo passante di argento su terrazzo di verde su azzurro - stella (6 raggi) di argento posta nel canton sinistro del capo su azzurro (citato in LEOM) |
|        | Mariotti (Cesena) (la blasonatura non è stata ancora caricata) (citato in BLCW) Immagine in Blasone Cesenate. |
|        | Mariotti Solimani (Perugia, Magliano Sabino, Roma) fascia di argento su azzurro - luna di argento sormontata da - cometa di oro posta in palo affiancata da - 2 stelle (5 raggi) dello stesso tutto su azzurro in alto - mare al naturale in punta su azzurro (citato in LEOM) |
|        | Mariscalco o Maniscalco (Messina, Reggio Calabria) Titolo: barone di Sant'Angelo, Liccio, Castroreale, Curati, Fumari d'azzurro, con tre stelle di oro ordinate 2 e 1, col mare in punta agitato d'argento (citato in (32)) mare di argento fluttuoso di nero uscente dalla punta su azzurro - 3 stelle (6 raggi) poste 2,1 di argento in alto su azzurro (citato in LEOM) Corona di barone Notizie storiche in Famiglie nobili di Sicilia. |
|        | Mariscotti (Roma) fasciato di rosso e d'argento, alla pantera (tigre) al naturale, attraversante, e col capo dell'Impero (citato in (5) – pag. 166) (Immagine nell' Archivio Storico Capitolino (PDF) (archiviato dall'url originale il 4 marzo 2016).) |
|        | Mariscotti (Bologna) inquartato: nel 1º e 4º d'oro, all'aquila coronata di nero; nel 2º e 3º fasciato di rosso e d'argento, alla tigre rampante d'oro attraversante, al capo d'Angiò (citato in (9) – pag. 513) |
|        | Mariscotti (Firenze) Di..., alla banda di... (citato in (26)) |
|        | Mariscotti (Cesena) (la blasonatura non è stata ancora caricata) (citato in BLCW) Immagine in Blasone Cesenate. |
|        | Mariti (Firenze) Di..., a due mani di..., vestite di..., uscenti dai due fianchi dello scudo, quella di destra in atto di infilare un anello d'oro nel dito a quella di sinistra (citato in (26)) |